# Traumatologija
U medicini, traumatologija (od grčke reči trauma, sa značenjem povreda ili rana) je studija rana i povreda izazvanih nesrećama ili nasiljem nad osobom, kao i hirurške terapije i sanacije oštećenja. Traumatologija je grana medicine. Često se smatra podskupom hirurgije, a u zemljama bez specijalnosti traumatološke hirurgije to je najčešće podspecijalnost ortopedske hirurgije. Traumatologija može biti poznata i kao hirurška intervencija.

## Ogranci
Ogranci traumatologije uključuju medicinsku traumatologiju i psihološku traumatologiju. Medicinska traumatologija se može definisati kao studija koja se specijalizuje za lečenje rana i povreda prouzrokovanih nasiljem ili opštim nesrećama. Ova vrsta traumatologije je fokusirana na hirurškim zahvatima i budućoj fizičkoj terapiji koja je neophodna pacijentima da bi se sanirala šteta i valjano oporavili. Psihološka traumatologija je tip oštećenja uma usled uznemiravajućeg događaja. Ova vrsta traume može takođe biti rezultat prevelike količine stresa u nečijem životu. Psihološka trauma obično obuhvata neku vrstu fizičke traume koja predstavlja pretnju nečijem osećaju sigurnosti i opstanka. Psihološka trauma često stvara kod ljudi osećaj preopterećenosti, anksioznosti i ugroženosti.

## Tipovi traume
Kada su u pitanju tipovi trauma, medicinska i psihološka traumatologija idu ruku pod ruku. Tipovi trauma uključuju saobraćajne nesreće, rane od vatrenog oružja, potres mozga, PTSD od incidenata itd. Medicinske traume se koriguju operacijama; međutim, one pored fizičkih aspekata mogu da izazovu psihološku traumu i druge faktore stresa. Na primer, tinejdžer koji je u saobraćajnoj nesreći slomio zglob ruke i kome je potrebna opsežna operacija da bi mu se spasila ruka može doživeti anksioznost tokom vožnje u automobilu nakon nesreće. PTSD se može javiti nakon što osoba doživi jedan ili više intenzivnih i traumatičnih događaja, i reaguje sa strahom na pritužbe u pogledu tri kategorična simptoma u trajanju od mesec dana ili duže. Ove kategorije su: ponovno doživljavanje traumatičnog događaja, izbegavanje bilo čega povezanog sa traumom i pojačani simptomi povećane psihološke uzbuđenosti.‍:555

## Smernice za osnovnu njegu trauma
Upravljanje disajnim putevima, praćenje stanja i nadgledanje povreda su ključne smernice kada je u pitanju lečenje medicinskih trauma. Upravljanje disajnim putevima je ključna komponenta hitne nege na licu mesta. Koristeći sistematski pristup, osoblje službe hitne pomoći mora da utvrdi da pacijentovi disajni putevi nisu blokirani kako bi se osiguralo da pacijent dobija dovoljno cirkulacije i da ostane smiren koliko god je moguće.‍:19 Nadgledanje pacijenata i vođenje računa da njihovo telo ne upadne u šok je još jedna suštinska smernica kada je u pitanju lečenje medicinskih trauma. Medicinske sestre moraju da nadgledaju pacijente i proveravaju krvni pritisak, broj otkucaja srca itd, kako bi se osigurale da je pacijentima dobro i da nemaju akutni zastoj srca. Kada je u pitanju upravljanje povredama, povrede glave i vrata zahtevaju najviše brige nakon operacije. Ozlede glave su jedan od glavnih uzroka smrti i invaliditeta povezanih sa traumama širom sveta. Važno je da se na pacijentima sa traumom glave izvrši CT skeniranje nakon operacije kako bi se osiguralo da nisu nastali problemi.‍:28–30

## Smernice za negu psiholoških trauma
Postoji niz pristupa kojima se žrtvama pomaže u prevladavanju anksioznosti i stresa koji prate psihološke traume. Pogođene osobe mogu takođe slediti režim samonege kao što su vežbanje i druženje sa poznatim i sigurnim saradnicima i članovima porodice. Trauma narušava prirodnu ravnotežu tela dovodeći ga u stanje straha i hiperuzbuđenja. Vežbanje trideset minuta dnevno olakšava nervnom sistemu da se „odmrzne” iz traumatičnog stanja. Okruženost dobrim sistemom podrške snažan je faktor u lečenju psiholoških trauma. Učešće u društvenim aktivnostima, volontiranje i sklapanje novih prijateljstava, načini su na koje se može zaboraviti ili prebroditi problem nastao traumatičnim događajima. Suočavanje sa traumom iz detinjstva je posebno izazovno.

## Procena pacijenta
- Napredna traumatološka životna podrška, obuka za lekare koji se bave traumom
- Revidirani traumatološki rezultat
- Rangiranje ozbiljnosti povrede
- Skraćena skala povreda
- Trijaža

## Procena rane
Faktori u proceni rana su:
- priroda rane, da li je u pitanju laceracija, abrazija, modrica ili opekotina
- veličina rane u smislu dužine, širine i dubine
- opseg oštećenja tkiva u celini uzrokovan uticajem mehaničke sile ili reakcijom na hemijske agense, na primer u požarima ili izloženosti kaustičnim supstancama.

Postoji niz scenarija u kojima je neophodno da forenzički lekari, kao i patolozi pregledaju (traumatične) rane na ljudima.

## Literatura
- Jeff Garner; Greaves, Ian; Ryan, James R.; Porter, Keith R. (2009). Trauma Care Manual. London, England: Hodder Arnold. ISBN 978-0340928264.
- Feliciano, David V.; Mattox, Kenneth L.; Moore, Ernest J (2012). Trauma, Seventh Edition (Trauma (Moore)). McGraw-Hill Professional. ISBN 978-0071663519.
- Andrew B., Peitzman; Michael, MD Sabom; Donald M.; Timothy C.; MD Fabian (2002). The trauma manual. Hagerstwon, MD: Lippincott Williams & Wilkins. ISBN 978-0781726412.
- Editorial Board, Army Medical Department Center & School, ур. (2004). Emergency War Surgery (3rd изд.). Washington, DC: Borden Institute. Архивирано из оригинала 2011-06-23. г. Приступљено 2010-10-31.
- Zajtchuk, R; Bellamy, RF; Grande, CM, ур. (1995). Textbook of Military Medicine, Part IV: Surgical Combat Casualty Care. 1: Anesthesia and Perioperative Care of the Combat Casualty. Washington, DC: Borden Institute. Архивирано из оригинала 2011-06-22. г. Приступљено 2010-10-31.
- „Tombstone's Doctor Famous as Surgeon”. The Prescott Courier. 12. 9. 1975. Приступљено 11. 3. 2013.
- Charles E. Sajous, ур. (1890). Annual of the Universal Medical Sciences And Analytical Index 1888-1896. 3. Philadelphia: The F.A. Davis Company.
- „The Death Of President Garfield, 1881”. Приступљено 11. 3. 2013.
- Edwards, Josh (2. 5. 1980). „George Goodfellow's Medical Treatment of Stomach Wounds Became Legendary”. The Prescott Courier. стр. 3—5.
- Rasmussen, Cecilia (27. 10. 2002). „'Gunfighter's Surgeon' Became a Southwest Legend”. Los Angeles Times. Приступљено 9. 3. 2013.
- Trimble, Marshall. „The Horse & Buggy Doctors of Territorial Days”. Wild West Gazette. Архивирано из оригинала 08. 04. 2017. г. Приступљено 3. 3. 2013.
- „William "Curly Bill" Brocius”. Архивирано из оригинала 27. 05. 2011. г. Приступљено 17. 5. 2011.
- Dodge, Fred; Lake, Carolyn (1999). Under Cover for Wells Fargo The Unvarnished Recollections of Fred Dodge. Norman, OK: University of Oklahoma Press. стр. 336. ISBN 978-0-8061-3106-1. Приступљено 2013-03-17.
- „An Interview With Virgil W. Earp”. Arizona Affairs. Архивирано из оригинала 23. 4. 2009. г. Приступљено 25. 5. 2011. „Originally reported in the San Francisco Examiner on May 27, 1882”
- „Dr. George Emory Goodfellow” (PDF). Come Face to Face With History. Cochise County. стр. 8—9. Архивирано из оригинала (PDF) 2013-06-17. г. Приступљено 2013-03-17.
- „Dr. George Goodfellow”. Архивирано из оригинала 20. 12. 2014. г. Приступљено 8. 3. 2013.
- Offner, Patrick (23. 1. 2012).  John Geibel, ур. „Penetrating Abdominal Trauma”. Приступљено 4. 3. 2013.
- „General Surgery Curriculum” (PDF). General Medical Council.
- „Barts Health NHS Trust and the Royal London Hospital”. www.c4ts.qmul.ac.uk (на језику: енглески). Приступљено 2019-10-17.
- Smith DC (септембар 2015). „Extremity Injury and War: A Historical Reflection”. Clinical Orthopaedics and Related Research. 473 (9): 2771—2776. PMC 4523509 . PMID 25930212. doi:10.1007/s11999-015-4327-5.

## Spoljašnje veze
- Eastern Association for the Surgery of Trauma
- European Federation of National Associations of Orthopaedics and Traumatology
- Journal of Injury and Violence Research
- Trauma.org Архивирано на веб-сајту  (24. август 2019) (trauma resources for medical professionals)
- International Trauma Conferences (registered trauma charity providing trauma education for medical professionals worldwide)
- Trauma.org (trauma resources for medical professionals)
- Emergency Medicine Research and Perspectives (emergency medicine procedure videos)
- American Trauma Society Архивирано на веб-сајту  (24. фебруар 2018)
- Scandinavian Journal of Trauma, Resuscitation and Emergency Medicine

|  | Molimo Vas, obratite pažnju na važno upozorenje u vezi sa temama iz oblasti medicine (zdravlja). |